# Fuerte Napoléon
El Fuerte Napoléon des Saintes (en francés: Fort Napoléon des Saintes) se encuentra en la isla Terre-de-Haut, en el archipiélago de Les Saintes, Guadalupe un territorio de Francia en el Mar Caribe. Construido sobre el Morne llamado Mire, fue originalmente llamado Fort Louis (Fuerte Luis). Fue destruido por las fuerzas británicas en 1809. Fue reconstruida en 1867, y nombrado así en honor de Napoleón III, pero nunca fue usado en batalla, y en cambio se utilizó como una penitenciaria. Ahora se ha convertido en un museo dedicado a la historia, la cultura y el medio ambiente Les Saintes. También se contiene el jardín exótico del Fuerte Napoléon ( Jardin exotique du Fort Napoléon), un jardín botánico dedicado a las plantas suculentas e iguanas locales.
Además, hay un mito de que la fortaleza es "perseguida" por el espíritu de una chica francesa joven que se enamoró de un oficial británico. Su amante prometió volver por ella cuando cumpliera con su deber, sin embargo después de esperar varios años la joven perdió la esperanza. Ella creyó que el oficial había encontrado otra y en su desesperación se arrojó en los acantilados de Les Saintes en el océano. El joven volvió  y después de descubrir que ella terminó con su vida creyendo que la había traicionado, él también se lanzó desde los acantilados. Dentro del museo hay una pantalla que detalla la joven historia de los amantes.